# 坂道の向こうには青空が広がっていた。
『坂道の向こうには青空が広がっていた。』（さかみちのむこうにはあおぞらがひろがっていた）は、2023年（令和5年）10月18日（17日深夜）から2025年（令和7年）6月25日（24日深夜）までフジテレビで放送されていたバラエティ番組である。僕が見たかった青空の冠番組。

## 概要
乃木坂46の公式ライバルとして誕生したアイドルグループ・僕が見たかった青空。乃木坂に追いつくため、先生役のチョコレートプラネットMCのもと、様々なテーマにチャレンジする劇薬型スパルタアイドル育成番組。
2025年6月25日放送分をもって終了。最終回は雲組（非選抜メンバー）がライブ「超雲組公演」と日程が重なったため青空組（選抜メンバー）11名のみの出演となった。

## 番組構成・コーナー

### オープニング
チョコプラの号令で実際の学校の様な号令を行うが、長田先生からダメ出しされ、やり直す事になる。

### 秘密の授業 僕青の個人特訓
メイン企画の間に挟まるショートコーナー。チョコプラや他のメンバーがいない中で、1人のメンバーがメイン企画とは無関係なことに挑戦する。

### 僕が見たくなかった茜空
収録で良い結果が残せなかったメンバーをチョコプラが居残りさせ、具体的なダメ出しやアドバイスを行う。 見逃し配信では未公開映像も併せて配信される。

## 出演者
レギュラー
- MC
  - チョコレートプラネット（長田庄平・松尾駿）[3]
- 僕が見たかった青空[3]
  - 青木宙帆、秋田莉杏、安納蒼衣、伊藤ゆず、今井優希、岩本理瑚、金澤亜美、木下藍、工藤唯愛、塩釜菜那、杉浦英恋、須永心海、西森杏弥、萩原心花、長谷川稀未、早﨑すずき、宮腰友里亜、持永真奈、八重樫美伊咲、八木仁愛、柳堀花怜、山口結杏、吉本此那

### ゲスト
- みちお（トム・ブラウン） - #51,52

## 放送リスト

### 2023年
| 回 | 放送日   | 放送内容                                               | 秘密の授業 僕青の個人特訓                                                                   | 本日の首席など          | 本日の居残り授業 | 備考                          |
| -- | -------- | ------------------------------------------------------ | ------------------------------------------------------------------------------------------- | ----------------------- | ---------------- | ----------------------------- |
| 1  | 10月18日 | インパクトのあるスキャンダル写真について考える。       | 「神対応・塩対応」に続く新たな対応を考える 西森杏弥・山口結杏                               | 八木仁愛                | 木下藍           | [ 注 1 ]                      |
| 2  | 10月25日 | アイドル変換について考える。                           | 「神対応・塩対応」に続く新たな対応を考える 岩本理瑚                                         | 金澤亜美                | 西森杏弥         |                               |
| 3  | 11月01日 | アイドル変換について考える。                           | 「神対応・塩対応」に続く新たな対応を考える 八重樫美伊咲 初めての事を考えるシリーズ 西森杏弥 | 今井優希                | 須永心海         | [ 注 2 ]                      |
| 4  | 11月08日 | 卒業について考える。                                   | 初めての事を考えるシリーズ 長谷川稀未・金澤亜美                                             | 早﨑すずき              | 八木仁愛         | [ 注 3 ]                      |
| 5  | 11月15日 | デコ王について考える。                                 | 初めての事を考えるシリーズ 八木仁愛・吉本此那                                               | 安納蒼衣 〔初代デコ王〕 | 須永心海         |                               |
| 6  | 11月22日 | デコ王について考える。                                 | 初めての事を考えるシリーズ 早﨑すずき・杉浦英恋                                             | 安納蒼衣 〔初代デコ王〕 | 須永心海         | [ 注 4 ]                      |
| 7  | 11月29日 | 企画力について考える。                                 | －                                                                                          | 持永真奈                | 工藤唯愛         | 2ndシングル青空組メンバー発表 |
| 8  | 12月06日 | ヤラセについて考える。                                 | ヤラセ心霊ロケ 杉浦英恋・塩釜菜那・木下藍                                                   | 安納蒼衣                | 安納蒼衣         | [ 注 6 ]                      |
| 9  | 12月13日 | インパクトのあるスキャンダル写真について考える。       | 初めての事を考えるシリーズ 木下藍・宮腰友里亜                                               | (八木仁愛)              | (木下藍)         | [ 注 6 ]                      |
| 9  | 12月13日 | 謝罪会見について考える。                               | 初めての事を考えるシリーズ 木下藍・宮腰友里亜                                               | －                      | 吉本此那         | [ 注 6 ]                      |
| 10 | 12月20日 | 見た目のことは特に考えずそれぞれの特技について考える。 | それぞれの特技 吉本此那・八重樫美伊咲                                                       | －                      | なし             | [ 注 2 ]                      |

### 2024年
| 回 | 放送日   | 放送内容                                                         | 秘密の授業 僕青の個人特訓                                                                                           | 本日の首席など                                          | 本日の居残り授業など          | 備考                          |
| -- | -------- | ---------------------------------------------------------------- | --- | ------------------------------------------------------- | ----------------------------- | ----------------------------- |
| 11 | 01月10日 | 歯王について考える。                                             | 初めての事を考えるシリーズ 伊藤ゆず・須永心海                                                                       | 伊藤ゆず 〔初代歯王〕                                   | 伊藤ゆず                      |                               |
| 12 | 01月17日 | 歯王について考える。                                             | 初めての事を考えるシリーズ 岩本理瑚                                                                                 | 伊藤ゆず 〔初代歯王〕                                   | 伊藤ゆず                      |                               |
| 13 | 01月24日 | ヒット祈願について考える。                                       | それぞれによるヒット祈願 歯王 伊藤ゆず                                                                              | 山口結杏 〔最凶運ガール〕                               | －                            |                               |
| 14 | 01月31日 | ヒット祈願について考える。                                       | それぞれによるヒット祈願 デコ王 安納蒼衣                                                                            | 山口結杏 〔最凶運ガール〕                               | －                            |                               |
| 15 | 02月07日 | 引き算について考える。                                           | 初めての事を考えるシリーズ 今井優希・西森杏弥                                                                       | －                                                      | 八木仁愛 早﨑すずき           |                               |
| 16 | 02月14日 | 見た目のことは特に考えずアイドル運動会について考える。           | 初めての事を考えるシリーズ 須永心海・青木宙帆                                                                       | 紅組                                                    | －                            |                               |
| 17 | 02月21日 | ご当地アイドルについて考える。                                   | － | 木下藍                                                  | 杉浦英恋                      |                               |
| 18 | 02月28日 | どんな時でもカメラ目線のことだけを考える。                       | 初めての事を考えるシリーズ 吉本此那・木下藍                                                                         | －                                                      | 長谷川稀未                    |                               |
| 19 | 03月06日 | 例え骨折してもテレビに出ることだけを考える。                     | 初めての事を考えるシリーズ 萩原心花・吉本此那                                                                       | 萩原心花                                                | －                            | [ 注 2 ]                      |
| 20 | 03月13日 | 例え骨折してもテレビに出ることだけを考える。                     | 初めての事を考えるシリーズ 八重樫美伊咲・宮腰友里亜                                                                 | 萩原心花                                                | －                            | [ 注 2 ]                      |
| 21 | 03月20日 | 見た目のことは特に考えずお昼の番組について考える。               | － | －                                                      | －                            |                               |
| 22 | 03月27日 | まだまだどんな時でもカメラ目線のことだけを考える。               | 初めての事を考えるシリーズ 今井優希・萩原心花 「神対応・塩対応」に続く新たな対応を考える 塩釜菜那                   | 松尾軍                                                  | －                            |                               |
| 23 | 04月03日 | 第1回 デコ王名場面集                                             | 第2回デコ王の競技について考える デコ王 安納蒼衣・歯王 伊藤ゆず                                                      | －                                                      | －                            |                               |
| 24 | 04月10日 | 万が一受刑者になったとしてもアイドルとして成長することを考える。 | 「神対応・塩対応」に続く新たな対応を考える 宮腰友里亜                                                               | －                                                      | 青木宙帆                      |                               |
| 25 | 04月17日 | 今一度デコ王について考える。                                     | － | 須永心海 〔2代目デコ王〕                                | 山口結杏                      |                               |
| 26 | 04月24日 | 今一度デコ王について考える。                                     | 初めての事を考えるシリーズ 塩釜菜那                                                                                 | 須永心海 〔2代目デコ王〕                                | 山口結杏                      |                               |
| 27 | 05月01日 | 骨折フレンドパーク                                               | 「神対応・塩対応」に続く新たな対応を考える 今井優希                                                                 | －                                                      | －                            | 3rdシングル青空組メンバー発表 |
| 28 | 05月08日 | 骨折フレンドパーク                                               | 初めての事を考えるシリーズ 安納蒼衣・今井優希・岩本理瑚・須永心海・西森杏弥・早﨑すずき                             | －                                                      | －                            |                               |
| 29 | 05月15日 | 5月病になった場合でも手を抜いてやれる事だけを考える。            | － | －                                                      | 萩原心花                      | [ 注 2 ]                      |
| 30 | 05月22日 | リーダー塩釜について考える。                                     | － | 塩釜菜那                                                | －                            |                               |
| 31 | 05月29日 | リーダー塩釜について考える。                                     | 初めての事を考えるシリーズ 西森杏弥・今井優希                                                                       | 塩釜菜那                                                | －                            |                               |
| 31 | 05月29日 | 5月病になった場合でも手を抜いてやれる事だけを考える。            | 初めての事を考えるシリーズ 西森杏弥・今井優希                                                                       | －                                                      | (萩原心花)                    |                               |
| 32 | 06月05日 | 受刑者フレンドパーク                                             | 「神対応・塩対応」に続く新たな対応を考える 秋田莉杏 初めての事を考えるシリーズ 早﨑すずき                           | －                                                      | －                            |                               |
| 33 | 06月12日 | 受刑者フレンドパーク                                             | 「神対応・塩対応」に続く新たな対応を考える 柳堀花怜・宮腰友里亜 初めての事を考えるシリーズ 八重樫美伊咲             | －                                                      | －                            | [ 注 9 ]                      |
| 34 | 06月19日 | センター八木について考える。                                     | － | 八木仁愛                                                | －                            |                               |
| 35 | 06月26日 | 新しいスマホゲームについて考える。                               | 「神対応・塩対応」に続く新たな対応を考える 安納蒼衣                                                                 | 長田軍                                                  | －                            |                               |
| 36 | 07月03日 | バカフレンドパーク                                               | 初めての事を考えるシリーズ 萩原心花                                                                                 | －                                                      | －                            | [ 注 2 ]                      |
| 37 | 07月10日 | バカフレンドパーク                                               | 初めての事を考えるシリーズ 西森杏弥                                                                                 | －                                                      | －                            |                               |
| 38 | 07月17日 | 結局世の中はヤンキーを求めていることについて考える。             | － | 吉本此那                                                | －                            | [ 注 2 ]                      |
| 39 | 07月24日 | 課外授業でオーソドックスなロケについて触れてみる。               | － | 岩本理瑚 〔僕青の韋駄天枠〕 山口結杏 〔僕青の大食い枠〕 | －                            | [ 注 9 ]                      |
| 40 | 07月31日 | 課外授業でオーソドックスなロケについて触れてみる。               | － | 青木宙帆 〔僕青のスポーツ枠〕                           | －                            | [ 注 11 ]                     |
| 41 | 08月14日 | 松尾先生の誕生日について考える。                                 | デコクッキング 〜デコサラダ〜 長谷川稀未・八重樫美伊咲 デコクッキング 〜デコねハンバーグ〜 長谷川稀未・八重樫美伊咲 | 柳堀花怜 〔松尾先生王〕                                 | －                            |                               |
| 42 | 08月21日 | 今日は一旦乃木坂の事は置いといてお台場冒険王について考える。     | － | 塩釜菜那 〔冒険王〕                                     | －                            |                               |
| 43 | 08月28日 | 目王について考える。                                             | － | 金澤亜美 〔初代目王〕                                   | －                            |                               |
| 44 | 09月04日 | 目王について考える。                                             | 初めての事を考えるシリーズ 吉本此那                                                                                 | 金澤亜美 〔初代目王〕                                   | －                            |                               |
| 45 | 09月11日 | 未公開授業について考える。                                       | － | －                                                      | －                            | [ 注 2 ]                      |
| 46 | 09月18日 | 僕青イチの奇人安納が考えている事を考える。                       | － | 安納蒼衣                                                | －                            |                               |
| 47 | 09月25日 | キメ顔バトル・ロワイアル                                         | 「神対応・塩対応」に続く新たな対応を考える 早﨑すずき・安納蒼衣・今井優希 初めての事を考えるシリーズ 塩釜菜那       | 今井優希                                                | －                            | 4thシングル青空組メンバー発表 |
| 48 | 10月09日 | 僕青23人の壁                                                     | － | －                                                      | 早﨑すずき                    | [ 注 12 ]                     |
| 49 | 10月16日 | 僕が見たかった運動会                                             | － | 白組                                                    | －                            |                               |
| 50 | 10月23日 | 僕が見たかった運動会                                             | － | 白組                                                    | －                            |                               |
| 51 | 10月30日 | 個性的なハロウィンについて考える。                               | － | 安納蒼衣 〔野良ハロウィンクイーン〕                     | 杉浦英恋 〔ノーハロウィン〕   | [ 注 14 ]                     |
| 52 | 11月06日 | 個性的なハロウィンについて考える。                               | － | 伊藤ゆず 〔野良ハロウィンクイーン〕                     | 宮腰友里亜 〔ノーハロウィン〕 |                               |
| 53 | 11月13日 | 僕青23人の壁                                                     | － | －                                                      | 杉浦英恋                      |                               |
| 54 | 11月20日 | お肉の美味しさについて考える。                                   | － | －                                                      | －                            |                               |
| 55 | 11月27日 | いつか復活するかもしれないかくし芸大会に出ることについて考える。 | － | －                                                      | －                            |                               |
| 56 | 12月04日 | 恥王について考える。                                             | － | 宮腰友里亜 〔恥王〕                                     | 宮腰友里亜                    | [ 注 6 ]                      |
| 57 | 12月11日 | 恥王について考える。                                             | 僕青の主張 吉本此那・早﨑すずき                                                                                     | 宮腰友里亜 〔恥王〕                                     | 宮腰友里亜                    | [ 注 2 ]                      |
| 58 | 12月18日 | 僕青23人の壁                                                     | － | －                                                      | (杉浦英恋)                    | [ 注 6 ]                      |
| 59 | 12月25日 | クリスマスは明石家サンタのことだけを考える。                     | 僕青の主張 塩釜菜那・長谷川稀未                                                                                     | －                                                      | －                            | [ 注 15 ]                     |

### 2025年
| 回 | 放送日   | 放送内容                                                      | 秘密の授業 僕青の個人特訓                        | 本日の首席など                      | 本日の居残り授業など         | 備考      |
| -- | -------- | ------------------------------------------------------------- | ------------------------------------------------ | ----------------------------------- | ---------------------------- | --------- |
| 60 | 01月08日 | 坂青 新春かくし芸大会                                         | －                                               | 柳堀花怜 〔ミスかくし芸〕           | －                           |           |
| 61 | 01月15日 | 坂青 新春かくし芸大会                                         | －                                               | 柳堀花怜 〔ミスかくし芸〕           | －                           |           |
| 62 | 01月22日 | ちょうど11人いるからたまにはサッカーについて考える。          | －                                               | －                                  | －                           | [ 注 12 ] |
| 63 | 01月29日 | ちょうど11人いるからたまにはサッカーについて考える。          | 八重樫美伊咲 汚名返上アイドルシーン 八重樫美伊咲 | －                                  | －                           |           |
| 64 | 02月05日 | 坂青 新春かくし芸 ビハインド ザ ストーリー                    | ポージングについて考える 西森杏弥                | －                                  | －                           |           |
| 65 | 02月12日 | ジャパネットの偉大さについて考える。                          | 僕青かくし芸への道 萩原心花（・金澤亜美）        | －                                  | －                           |           |
| 66 | 02月19日 | ジャパネットの偉大さについて考える。                          | 僕青かくし芸への道 早﨑すずき（・八木仁愛）      | －                                  | －                           |           |
| 67 | 02月26日 | ハロウィンの向こう側企画                                      | ポージングについて考える 柳堀花怜                | 須永心海 〔常識ハロウィンクイーン〕 | 吉本此那 〔ノーハロウィン〕  | [ 注 2 ]  |
| 68 | 03月05日 | どんな手を使ってでもダンスでバズることについて考える。        | －                                               | 山口結杏                            | －                           | [ 注 2 ]  |
| 69 | 03月12日 | どんな手を使ってでもダンスでバズることについて考える。        | －                                               | 山口結杏                            | －                           |           |
| 70 | 03月19日 | タイパについて考える。                                        | 初めてのビラ配り 八重樫美伊咲                    | －                                  | －                           |           |
| 71 | 04月02日 | エイプリルフールをマンキンで楽しむことだけを考える。          | －                                               | －                                  | －                           |           |
| 72 | 04月09日 | 恋以外でも倍速にすることについて考える。                      | －                                               | －                                  | －                           | [ 注 11 ] |
| 73 | 04月16日 | 恋以外でも倍速にすることについて考える。                      | －                                               | －                                  | －                           |           |
| 73 | 04月16日 | 令和版「15の夜」について考える。                              | －                                               | －                                  | 木下藍 工藤唯愛 八重樫美伊咲 |           |
| 74 | 04月23日 | 令和版「15の夜」について考える。                              | －                                               | －                                  | 木下藍 工藤唯愛 八重樫美伊咲 | [ 注 16 ] |
| 75 | 04月30日 | 未公開授業について考える。                                    | 初めてのビラ配り 秋田莉杏                        | －                                  | －                           |           |
| 75 | 04月30日 | 僕青全国ツアー 初日密着                                       | 初めてのビラ配り 秋田莉杏                        | －                                  | －                           |           |
| 76 | 05月07日 | 改めてバラエティリアクションについて考える。                  | －                                               | －                                  | 萩原心花                     |           |
| 77 | 05月14日 | 僕青のカンムリワシ 杉浦英恋のファイトスタイルについて考える。 | －                                               | 杉浦英恋                            | －                           | [ 注 16 ] |
| 78 | 05月21日 | 盛りプリ神経衰弱                                              | －                                               | 青空組                              | －                           |           |
| 79 | 05月28日 | 坂青ストリートスナップ                                        | －                                               | 雲組                                | －                           |           |
| 80 | 06月04日 | 坂青ストリートスナップ                                        | －                                               | 雲組                                | －                           |           |
| 80 | 06月04日 | 未公開授業について考える。                                    | －                                               | －                                  | －                           |           |
| 81 | 06月11日 | 動画共有プラットフォームで個人チャンネル立ち上げを考える。    | －                                               | －                                  | －                           |           |
| 82 | 06月18日 | 卒業アルバムを作ることについて考える。                        | －                                               | －                                  | －                           |           |
| 83 | 06月25日 | 坂青卒業式                                                    | －                                               | －                                  | －                           |           |

## スタッフ
- 企画 - 秋元康
- ナレーター - 原田葵（フジテレビアナウンサー）
- 構成 - 渡辺佑欣、関野樹、髙柳浩平
- 美術プロデュース - 三竹寛典
- デザイン - 小濵まほろ
- アートコーディネーター - 村瀬大
- 大道具 - 市川賢人
- アクリル装飾 - 堀内重彰
- 植木装飾 - 後藤健
- 衣裳 - 岡田夏海
- 持道具 - 鎌形奈津菜
- メイク - 山田かつら
- TP - 斉藤伸介
- TM - 山下悠介
- SW - 上田軌行
- CAM - 新美高志
- VE - 土井理沙
- 音声 - 池澤昇平
- 照明 - 小熊豊
- TK - 江野澤郁子
- 音響効果 - 阿部雄太
- ロゴデザイン - デジデリック
- EED - 小口夏樹、吉田裕樹
- MA - 吉田肇
- 編成 - 水戸祐介
- 広報 - 馬場好加
- 協力 - ニューテレス、fmt、フジアール、Eno STUDIO、casinodrive、IMAGICA Lab.Inc.
- デスク - 弦牧和子
- 企画協力 - 株式会社Ligareaz Management、エイベックス・ミュージック・クリエイティヴ
- 制作協力 - D:COMPLEX
- AD - 吉川理久、久保田遥映、佐々木優香、堺啓太、野田陸斗、織戸和奏
- AP - 森本有紀子
- ディレクター - 川口夏季、高橋純平、吉川司、楠田健太
- プロデューサー - 和田健、神尾昌宏
- 演出 - 池田哲也
- チーフプロデューサー - 松本祐紀[3]
- 制作 - フジテレビ編成総局バラエティ制作局バラエティ制作センター
- 制作著作 - フジテレビ

### 過去のスタッフ
- ナレーター - 岸本理沙（フジテレビアナウンサー、#69）
- CAM - 池田幸弘
- 照明 - 安藤雄郎
- TK - 平野美紀子
- AD - 江邑麗香、大岩玲奈、井上豊、米谷颯太、城谷紗英
- AP - 筒井さより、青木千紘
- ディレクター - 小山薫、島田和正、花輪研斗
- プロデューサー - 上原拓真

## ネット局と放送時間
| 放送期間                       | 放送時間                     | 放送局             | 対象地域   | 備考   |
| ------------------------------ | ---------------------------- | ------------------ | ---------- | ------ |
| 2023年10月18日 - 2025年6月25日 | 水曜 0:25 - 0:55（火曜深夜） | フジテレビ         | 関東広域圏 | 制作局 |
|                                |                              | 福島テレビ         | 福島県     |        |
|                                |                              | 石川テレビ         | 石川県     |        |
| 2024年4月 - 2025年6月25日      |                              | 仙台放送           | 宮城県     |        |
| 2023年10月26日 -               | 木曜 0:55 - 1:25（水曜深夜） | 高知さんさんテレビ | 高知県     |        |
| 2023年10月27日 -               | 金曜 1:00 - 1:30（木曜深夜） | 長野放送           | 長野県     |        |
|                                | 金曜 1:37 - 2:07（木曜深夜） | 東海テレビ         | 中京広域圏 |        |
| 2023年10月31日 -               | 火曜 1:35 - 2:05（月曜深夜） | 富山テレビ         | 富山県     | [ 89 ] |
| 2023年11月2日 -                | 木曜 1:35 - 2:05（水曜深夜） | さくらんぼテレビ   | 山形県     |        |
| 2024年4月17日 -                | 木曜 1:05 - 1:35（水曜深夜） | 鹿児島テレビ       | 鹿児島県   |        |
| 2025年4月3日 -                 | 木曜 1:40 - 2:10（水曜深夜） | NST新潟総合テレビ  | 新潟県     |        |
| 2023年11月1日 - 途中打ち切り   | 水曜 0:30 - 1:00（火曜深夜） | 沖縄テレビ         | 沖縄県     |        |
| 2023年11月3日 - 途中打ち切り   | 金曜 1:35 - 2:05（木曜深夜） | テレビ愛媛         | 愛媛県     |        |